# Donna Fargo
Donna Fargo, geboren als Yvonne Vaughan (Mount Airy, 10 november 1945), is een Amerikaanse countryzangeres.

## Carrière
Yvonne Vaughan werkte overdag in een voorstad van Los Angeles als lerares en 's avonds onder de artiestennaam Donna Fargo als zangeres. Ze trouwde met de plaatproducent Stan Silver en nam in 1969 de eerste singles op. Het succes stopte echter, toen ze begon met haar eigen songs zelf te schrijven.
In 1972 had ze met The Happiest Girl in the Whole USA een buitengewone hit. De single bereikte de nummer 1-positie van de countryhitlijst en plaatste zich ook in de pophitlijst (#11). De single werd met goud onderscheiden. Het gelijknamige album bleef 43 weken in de albumhitlijst, ook met goud. In 1973 kreeg ze een Grammy Award als beste countryzangeres. Ook de volgende single Funny Face werd een nummer 1-hit en plaatste zich ook in de pophitlijst (#5). Ook deze single kreeg goud. Ze plaatste nog vier verdere nummer 1-hits en meerdere top 10-klasseringen in de countryhitlijst. In april 1973 haalde ze met de song Superman een week de toppositie in de countryhitlijst en in juli volgde You Were Always Here, in juni 1974 You Can't Be a Beacon (If Your Light Dont Shine). Beide laatsten plaatsten zich voor een week op de toppositie. Na haar wissel naar Warner Bros. Records lukte haar met het nummer That Was Yesterday in juli 1977 nogmaals een nummer 1-hit. Zeer succesvol was in 1978 ook Do I Love You (Yes in Every Way), gevolgd door haar laatste top 10-hits in hetzelfde jaar, Another Goodbey en Somebody Special. Daarna lukten Fargo alleen nog bescheiden hits. Ze kon zich echter nog tot 1991 in de countryhitlijst plaatsen.
In 1979 kreeg Fargo MS en moest ze iets inbinden met haar werk. Ze trad echter verder op en bracht nieuwe albums uit. In 1997 publiceerde ze het naslagwerk Trust In Yourself en zes jaar later de gedichtenbundel To The Love Of My Life. Haar tot dato laatste uitgebrachte single was de in 2008 uitgebrachte titel We Can Do Better In America.
Haar succes had Fargo vooral te danken aan haar opgewekte en onbevangen manier van doen. Haar songs hadden vaak een optimistische uitstraling en geloofwaardige melodieën en maakten haar ook buiten het countrycircuit bekend.

## Privéleven
In december 2017 kreeg Fargo een beroerte.

## Onderscheidingen
- 1969:	Top New Female Vocalist
- 1972:	Album of the Year (ACM, The Happiest Girl in the Whole U.S.A
- 1972:	Single of the Year (ACM, The Happiest Girl in the Whole U.S.A
- 1972:	Song of the Year (ACM, The Happiest Girl in the Whole U.S.A.
- 1972:	Top Female Vocalist (ACM)
- 1972:	Single of the Year (CMA, The Happiest Girl in the Whole U.S.A
- 1972:	New Female Vocalist (TNN)
- 1973:	Best Female Country Vocal Performance (Grammy Award)

## Discografie
- 1972:	The Happiest Girl in the Whole U.S.A. (Dot Records)
- 1973:	My Second Album (Dot Records)
- 1973:	All About a Feeling (Dot Records)
- 1974:	Miss Donna Fargo (Dot Records)
- 1975:	Whatever I Say Means I Love You (Dot Records)
- 1976:	On the Move (Warner Bros. Records)
- 1977:	Fargo Country (Warner Bros. Records)
- 1977:	Shame on Me (Warner Bros. Records)
- 1978:	Dark-Eyed Lady (Warner Bros. Records)
- 1979:	Just for You (Warner Bros. Records)
- 1980:	Fargo (Warner Bros. Records)
- 1981:	Brotherly love (MCA/Songbird)
- 1983:	Fargo (RCA Victor)
- 1984:	Encore (51 West)
- 1986:	Winners (Mercury Records)

- Biblioteca Nacional de España: XX1583739
- Bibliothèque nationale de France: cb13893785p (data)
- Gemeinsame Normdatei: 134370376
- International Standard Name Identifier: 0000 0001 1450 7388
- Library of Congress Control Number: n91063433
- MusicBrainz: 9ce777de-7e3f-40fe-8c9e-415955fc49d8
- Nationale Bibliotheek van Tsjechië: xx0071301
- Nationale Bibliotheek van Israël: 987007404965605171
- Système universitaire de documentation: 162353774
- Virtual International Authority File: 85764404
- WorldCat: E39PBJqqB9dFtGTx7B9XgkmfMP